# Campionati francesi di sci alpino 2009
I Campionati francesi di sci alpino 2009 si sono svolti a Lélex, Megève e Vars dal 17 al 31 marzo. Il programma ha incluso gare di discesa libera, supergigante, slalom gigante, slalom speciale e supercombinata, tutte sia maschili sia femminili.
Trattandosi di competizioni valide anche ai fini del punteggio FIS, vi hanno partecipato anche sciatori di altre federazioni, senza che questo consentisse loro di concorrere al titolo nazionale francese.

## Risultati

### Uomini

#### Discesa libera
| Pos. | Atleta                 | Nazione   | Tempo   |
| ---- | ---------------------- | --------- | ------- |
| 1    | Yannick Bertrand       | Francia   | 1:16,00 |
| 2    | Patrick Staudacher     | Italia    | 1:16,15 |
| 3    | Adrien Théaux          | Francia   | 1:16,44 |
| 4    | Pierre-Emmanuel Dalcin | Francia   | 1:16,45 |
| 5    | David Poisson          | Francia   | 1:16,74 |
| 6    | Guillermo Fayed        | Francia   | 1:16,77 |
| 7    | Cyril Nocenti          | Francia   | 1:16,79 |
| 8    | Craig Branch           | Australia | 1:17,39 |
| 9    | Elmar Hofer            | Italia    | 1:17,43 |
| 10   | Cyril Vieux            | Francia   | 1:17,54 |

Data: 17 marzo

Località: Megève

#### Supergigante
| Pos. | Atleta                   | Nazione     | Tempo   |
| ---- | ------------------------ | ----------- | ------- |
| 1    | Adrien Théaux            | Francia     | 1:02,53 |
| 2    | Pierre Paquin            | Francia     | 1:02,76 |
| 3    | Yannick Bertrand         | Francia     | 1:02,77 |
| 4    | Alexandre Bouillot       | Francia     | 1:03,15 |
| 5    | Julien Lizeroux          | Francia     | 1:03,17 |
| 6    | Thomas Mermillod Blondin | Francia     | 1:03,18 |
| 7    | Sébastien Pichot         | Francia     | 1:03,32 |
| 8    | Douglas Crawford         | Regno Unito | 1:03,33 |
| 8    | Thomas Frey              | Francia     | 1:03,33 |
| 10   | Cyril Vieux              | Francia     | 1:03,41 |

Data: 20 marzo

Località: Lélex

#### Slalom gigante
| Pos. | Atleta                   | Nazione | Tempo   |
| ---- | ------------------------ | ------- | ------- |
| 1    | Thomas Fanara            | Francia | 2:13,38 |
| 2    | Thomas Mermillod Blondin | Francia | 2:15,07 |
| 3    | Thomas Frey              | Francia | 2:15,11 |
| 4    | Jean-Baptiste Grange     | Francia | 2:15,28 |
| 5    | Anthony Obert            | Francia | 2:15,52 |
| 6    | Joël Chenal              | Francia | 2:15,55 |
| 7    | Steve Missillier         | Francia | 2:15,72 |
| 8    | Adrien Théaux            | Francia | 2:15,81 |
| 9    | Cyprien Richard          | Francia | 2:15,86 |
| 10   | Julien Lizeroux          | Francia | 2:16,04 |

Data: 21 marzo

Località: Lélex

#### Slalom speciale
| Pos. | Atleta                         | Nazione   | Tempo   |
| ---- | ------------------------------ | --------- | ------- |
| 1    | Jean-Baptiste Grange           | Francia   | 1:37,26 |
| 2    | Julien Lizeroux                | Francia   | 1:37,89 |
| 3    | Steve Missillier               | Francia   | 1:39,10 |
| 4    | Anthony Obert                  | Francia   | 1:39,35 |
| 5    | Maxime Tissot                  | Francia   | 1:39,41 |
| 6    | Alexandre Anselmet             | Francia   | 1:39,89 |
| 7    | François Place                 | Francia   | 1:40,70 |
| 8    | Sébastien Pichot               | Francia   | 1:41,24 |
| 9    | Maxence Rolland                | Francia   | 1:41,58 |
| 10   | Cristian Javier Simari Birkner | Argentina | 1:41,95 |

Data: 22 marzo

Località: Lélex

#### Supercombinata
| Pos. | Atleta                   | Nazione | Tempo   |
| ---- | ------------------------ | ------- | ------- |
| 1    | Alexis Pinturault        | Francia | 2:01,30 |
| 2    | Sébastien Pichot         | Francia | 2:01,38 |
| 3    | Pierre Paquin            | Francia | 2:01,39 |
| 4    | Thomas Mermillod Blondin | Francia | 2:01,43 |
| 5    | Guillermo Fayed          | Francia | 2:01,45 |
| 6    | Maxime Tissot            | Francia | 2:01,48 |
| 7    | Adrien Théaux            | Francia | 2:01,58 |
| 8    | Alexandre Pittin         | Francia | 2:02,17 |
| 9    | Maxence Rolland          | Francia | 2:02,18 |
| 10   | Cédric Roger             | Francia | 2:02,34 |

Data: 18 marzo

Località: Megève

### Donne

#### Discesa libera
| Pos. | Atleta                   | Nazione | Tempo   |
| ---- | ------------------------ | ------- | ------- |
| 1    | Aurélie Revillet         | Francia | 1:20,95 |
| 2    | Marion Pellissier        | Francia | 1:21,31 |
| 3    | Ingrid Jacquemod         | Francia | 1:21,32 |
| 4    | Clothilde Weyrich        | Francia | 1:21,44 |
| 5    | Margot Bailet            | Francia | 1:21,51 |
| 6    | Alexandra Coletti        | Monaco  | 1:21,75 |
| 7    | Marion Rolland           | Francia | 1:21,97 |
| 8    | Marion Allard            | Francia | 1:22,01 |
| 9    | Marie Marchand-Arvier    | Francia | 1:22,06 |
| 10   | Marielle Berger Sabbatel | Francia | 1:22,44 |

Data: 20 marzo

Località: Megève

#### Supergigante
| Pos. | Atleta            | Nazione     | Tempo   |
| ---- | ----------------- | ----------- | ------- |
| 1    | Olivia Bertrand   | Francia     | 1:19,14 |
| 2    | Alexandra Coletti | Monaco      | 1:19,78 |
| 3    | Marion Rolland    | Francia     | 1:19,84 |
| 4    | Carolina Ruiz     | Spagna      | 1:19,90 |
| 5    | Aurélie Revillet  | Francia     | 1:19,93 |
| 6    | Ingrid Jacquemod  | Francia     | 1:20,18 |
| 7    | Aurélie Santon    | Francia     | 1:20,32 |
| 8    | Marion Pellissier | Francia     | 1:20,35 |
| 9    | Chemmy Alcott     | Regno Unito | 1:20,58 |
| 10   | Clothilde Weyrich | Francia     | 1:20,16 |

Data: 23 marzo

Località: Lélex

#### Slalom gigante
| Pos. | Atleta                | Nazione | Tempo   |
| ---- | --------------------- | ------- | ------- |
| 1    | Tessa Worley          | Francia | 2:06,12 |
| 2    | Ingrid Jacquemod      | Francia | 2:06,71 |
| 3    | Taïna Barioz          | Francia | 2:06,74 |
| 4    | Anémone Marmottan     | Francia | 2:06,76 |
| 5    | Marion Pellissier     | Francia | 2:07,01 |
| 6    | Marie Marchand-Arvier | Francia | 2:07,09 |
| 7    | Carolina Ruiz         | Spagna  | 2:07,28 |
| 8    | Anne-Sophie Barthet   | Francia | 2:08,17 |
| 9    | Julie Bordeau         | Francia | 2:08,18 |
| 10   | Hilary Longhini       | Italia  | 2:08,29 |

Data: 31 marzo

Località: Vars

#### Slalom speciale
| Pos. | Atleta              | Nazione       | Tempo   |
| ---- | ------------------- | ------------- | ------- |
| 1    | Claire Dautherives  | Francia       | 1:32,76 |
| 2    | Aita Camastral      | Svizzera      | 1:32,76 |
| 3    | Tessa Worley        | Francia       | 1:33,14 |
| 4    | Taïna Barioz        | Francia       | 1:33,36 |
| 5    | Anne-Sophie Barthet | Francia       | 1:33,64 |
| 6    | Karen Persyn        | Belgio        | 1:33,81 |
| 7    | Florine de Leymarie | Francia       | 1:34,12 |
| 8    | Aurélie Santon      | Francia       | 1:34,26 |
| 9    | Marina Nigg         | Liechtenstein | 1:34,33 |
| 10   | Fanny Rubin         | Francia       | 1:34,92 |

Data: 22 marzo

Località: Lélex

#### Supercombinata
| Pos. | Atleta                     | Nazione | Tempo   |
| ---- | -------------------------- | ------- | ------- |
| 1    | Marion Pellissier          | Francia | 1:56,80 |
| 2    | Sandrine Aubert            | Francia | 1:57,23 |
| 3    | Jéromine Géroudet          | Francia | 1:57,39 |
| 4    | Marie Marchand-Arvier      | Francia | 1:57,50 |
| 5    | Ingrid Jacquemod           | Francia | 1:57,61 |
| 6    | Margot Bailet              | Francia | 1:57,62 |
| 7    | Pauline-Flor Socquet-Clerc | Francia | 1:57,94 |
| 8    | Olivia Bertrand            | Francia | 1:58,50 |
| 9    | Alizee Laugier             | Francia | 1:58,52 |
| 10   | Marion Rolland             | Francia | 1:58,72 |

Data: 21 marzo

Località: Megève